# Giuseppe Maria Jacchini
Giuseppe Maria Jacchini (Bologne, 16 juillet 1667 – 2 mai 1727) est un violoncelliste et compositeur italien.

## Biographie
Jacchini reçoit sa formation musicale comme petit chanteur dans le chœur de la Basilique San Petronio à Bologne. Il apprend la composition avec Giacomo Antonio Perti et Domenico Gabrielli. Par la suite Jacchini devient un violoncelliste de la cappella musicale de San Petronio. Il est possible que le Giosefo del Violonzino fasse référence à lui pour la période allant de 1680 à 1688.
Il compose beaucoup de musique instrumentale avec violoncelle, violon, et continuo au clavier. Il dédie son opus 4 au comte et compositeur Pirro Albergati, qui a fait campagne pour le poste permanent de Jacchini dans l'orchestre de la cathédrale de Bologne.
Jacchini devient membre de la prestigieuse Accademia Filarmonica di Bologna le 16 décembre 1688. Il travaille comme chef d'orchestre au "Collegio dei Nobili" et à l'église S. Luigi.
Ses œuvres pour violoncelle aident à renforcer la position du violoncelle comme instrument soliste. Il joue souvent au théâtre de la ville. Ses concertos pour trompette écrits pour les célébrations à la Basilique San Petronio sont dans la tradition des œuvres de ses professeurs Perti, Giuseppe Torelli et Petronio Franceschini.

## Œuvres
- 12 Sonate a violino e violoncello e a violoncello solo per camera Op.1 (Bologne 1692)
- 12 Sonata per camera a violini e Violoncello Op.2 (Bologne, vers 1695)
- Sonate pour trompette et cordes (Bologne, 1695)
- Trattenimenti per camera, pour trompette et cordes (Bologne, 1703)